# Ekwatorius
Ekwatorius (Equatorius) – wymarły rodzaj ssaka naczelnego z nadrodziny człekokształtnych. Zamieszkiwał wschodnią Afrykę w miocenie. Prowadził częściowo naziemny tryb życia, o czym świadczy anatomia jego kończyn górnych.

## Systematyka
Pierwsze znalezione szczątki ekwatoriusa zaliczono do rodzaju prokonsul. Później zrewidowano ten pogląd.
Autorzy opisu Equatorius podjęli w swej pracy dyskusję na temat powstania kladu obejmującego człowieka i wielkie małpy, czyli człekokształtne (Hominoidea). Gdy opisano ekwatoriusa, czas rozejścia się linii człowieka i wielkich małp oceniano na kilkanaście milionów lat. U początków tego kladu znajduje się keniapitek, wedle różnych źródeł bazalny hominoid bądź grupa siostrzana rzeczonego kladu, wedle jeszcze innego poglądu takson zbyt pierwotny, by był bliskim krewnym Hominoidea. Keniapitek opisany został we wczesnych latach 60. XX wieku. Jego odkrywca, Leakey, w 1967 przypisał do tego rodzaju kolejne okazy, uznając również, że należą do tego samego rodzaju, co żuchwa opisana wcześniej jako Sivapithecus africanus. W efekcie przeniósł ten gatunek do rodzaju keniapitek, uznawanego w tamtych czasach za jednego z pierwszych człowiekowatych i przodka człowieka. Przynależności keniapiteka do hominidów i dziś się nie wyklucza, jednak raczej uznaje się go za bliskiego krewnego człowiekowatych, być może bliżej związanego z nimi, niż z niektórymi bardziej pierwotnymi gryfopitecidami.
Wobec powyższego, nim opisano ekwatoriusa, wymieniano dwa gatunki keniapiteka:
- K. wickeri
- K. africanus

Zespół badaczy pod kierunkiem Warda stwierdził jednak znaczące różnice pomiędzy tymi gatunkami, na podstawie czego wnioskował, że nie należą one do tego samego rodzaju. W rezultacie stworzyli oni nową nawę rodzajową Equatorius. W wyborze nazwy kierowali się bliskością równika w stosunku do miejsc, gdzie znaleziono szczątki zwierzęcia.
Ward ze współpracownikami zaliczył nowy rodzaj do rzędu naczelnych (Primates), w jego obrębie do podrzędu Anthropoidea i nadrodziny człekokształtnych (Hominoidea).
Ekwatorius zaliczał się do grupy zwanej nieformalnie gryfopitekami. Pochodził od wcześniejszych ich przedstawicieli znanych z dzisiejszej Turcji. Do jego bliskich krewnych należą być może heliopitek i afropitek. Jednakże afropitek powstał w radiacji bazalnych szerokonosych. Jeśli więc rzeczywiście ekwatorius jest już człekokształtnym, wyklucza to jego bliskie pokrewieństwo z afropitekiem.
Mieszanka cech związanych z życiem naziemnym i nadrzewnym z brakiem specjalizacji w żadnym z tych kierunków, czyni go, jak to określa David Begun, zgeneralizowaną małpą człekokształtną. Zwierzę o takich właśnie cechach mogło dać początek linii prowadzącej do wyewoluowania współczesnych wielkich małp i człowieka. W każdym razie badania ekwatoriusa przyczyniły się do zrozumienia, że różnorodność mioceńskich człekokształtnych była większa, niż wcześniej oceniano.

## Budowa
Ekwatorius budową przypominał wcześniejsze gryfopiteki z Azji Mniejszej. Masę ciała szacuje się średnio na 27 kg, 17,3-36,3 kg. Zespół Patela sytuuje go więc pod względem rozmiaru w zakresie od górnego osiąganego przez dzisiejsze koczkodanowce (pawian, mandryl) do dolnego człekokształtnych (szympans karłowaty).
Zwierzę to miało potężną szczękę i żuchwę, podobnie jak nacholapitek. U okazu z Kipsaramon trzon mierzy 37,6 na 30,2 mm.
Zęby ekwatoriusa przypominały zęby gryfopiteka. Na podstawie samych zębów nie można odróżnić tych dwóch rodzajów naczelnych. Miały grube szkliwo. Przyśrodkowy siekacz szczęki cechuje się szeroką koroną, na powierzchni zębowej widnieje wydatny guzek. Kolejny siekacz charakteryzuje się asymetrią korony. Ma on też obręcz. Dolny kieł ma niską koronę. Budowa kłów odgrywa istotną rolę w systematyce mioceńskich człekokształtnych i odmienności pomiędzy kłami ekwatoriusa i keniapiteka, u którego miały wysoką koronę, należały do argumentów za rozdzieleniem ich jako odrębnych rodzajów. Zęby policzkowe nie mają prawie obręczy, ich redukcja odróżnia ekwatoriusa od grifopiteka.
Kręgosłup był długi i giętki. Kręgi skrywają eliptyczny lub trójkątny kanał kręgowy. Wyposażone są w mierzące niecałe 2 cm smukłe wyrostki kolczyste, a także w wyrostki stawowe górne o powierzchniach stawowych ułożonych strzałkowo i wyrostki stawowe dolne, lepiej zbudowane od górnych. Prymitywnej budowy mostek współtworzą szerokie i płaskie segmenty, podobne do prokonsulowych. Żebra mają sercowatego kształtu trzony. Potężne pierwsze żebro różni ekwatoriusa od dzisiejszych pawianów, kąt żebra zaś również od prokonsula. Kształt klatki piersiowej jest niezaawansowany ewolucyjnie.
Kończyny górne i dolne nie różnią się długością. Stosunek ich wielkości wskazuje na drzewa jako miejsce życia. Szkieletem kończyn ekwatorius przypomina ekembo. Obojczyk był dobrze zbudowany, wysoki. Skręcenie obojczyka jest nieznaczne. Łopatka jak u małp Starego Świata, o brzegu pachowym dłuższym od kręgowego nosiła wyrostek barkowy wystający za panewkę stawu ramiennego, świetnie rozwinięty. Podobnej wielkości jest wyrostek kruczy, wypukły z góry i wklęsły od dołu. Do jego grzebienia przyczepiało się niegdyś więzadło kruczo-obojczykowe. Powierzchnia podłopatkowa jest wydrążona na około 2 cm od szyjki mierzącej 21,7 mm u szkieletu z Kipsaramon. W pobliżu brzegu pachowego widniał grzebień, do którego za życia przyczepiał się mięsień obły mniejszy. Brzeg czaszkowy nie nosi wcięcia. Kość ramienna, długości 225 mm i średnicy 13,8 bocznie na 18,3 mm w płaszczyźnie strzałkowej u szkieletu z Kipsaramon, miała z tyłu płaską, niezbyt wielką głowę i trzon w retrofleksji, a więc konserwatywnej budowy, taki jak u nadrzewnych, czworonożnych człekokształtnych. Guzek większy miał zagłębienie dla przyczepu mięśnia podgrzebieniowego, wyglądał jak u naczelnych naziemnych. Kość tę zdobił dobrze rozwinięty grzebień naramienno-piersiowy. Konserwatywny grzebień nadkłykciowy jest dobrze wyrażony. Kończący kość nadkłykieć przyśrodkowy był mały i odchylony do tyłu. Występują dół promieniowy i dół kruczy. Cechują się one podobną, niezbyt imponującą głębokością. Bloczek nosi kil. Staw łokciowy nie jest zbyt mobilny. Ekwatorius nie potrafił wyprostować całkowicie kończyny górnej w stawie łokciowym. Niemożność ta spowodowana jest u wielu ssaków dużym wyrostkiem łokciowym, do którego przyczepia się mięsień trójgłowy ramienia. Taka budowa stanowi wyraz przystosowania się do szybkiego biegu. Podobnie i u ekwatoriusa wyrostek łokciowy rozciągał się w kierunku bliższym. Podobny stan charakteryzował prokonsula, ekembo i wiele innych mioceńskich człekokształtnych, w przeciwieństwie do ich współczesnych potomków, brachiatorów. Sama kość szacowana jest na jakieś 218 mm długości, 10,9 mm grubości w kierunku przednio-tylnym i 13,8 w bocznym. Wcięcie promieniowe lokowało się bocznie. Po boku leżał dół dla mięśnia ramiennego. Sąsiadował on z zagłębieniem dla przyczepu zginacza głębokiego palców, a dzielił je grzebień określany pod względem wielkości jako umiarkowany. Grzebień dla przyczepu mięśnia odwracacza był z kolei rozwinięty słabo. Kość kończył wyrostek rylcowaty, pokaźnej długości, łączący się z proksymalnymi kośćmi nadgarstka o wolnej kości środkowej. Kość promieniowa szkieletu z Kipsaramon mierzy 192 mm długości, średnica jej wynosi zaś 8,5 mm w płaszczyźnie strzałkowej, a 10,7 w czołowej. Głowa kości promieniowej opisywana jest jako zaokrąglona, trzon kości jest natomiast prosty, smukły – to również są cechy konserwatywne. U bliższego końca kości leży guzowatość mięśnia dwugłowego, z czego zespół Sherwooda wnioskuje o krótkim ramieniu dźwigni dla mięśnia dwugłowego. Zwraca on także uwagę na ograniczoną powierzchnię stawową dalszego końca kości. Kość łódeczkowata, większa i lepiej zbudowana, niż prokonsulowa, cechuje się wklęsło-wypukłą bliższą powierzchnią stawową i umiarkowanie wklęsłą dalszą, na grzbietowej jej powierzchni widnieje grzebień, który oddziela powierzchnie stawowe dla wspomnianej już kości środkowej i kości czworobocznej większej. Zwraca uwagę głębokość zagłębienia dla więzadła gruszkowato-haczykowatego na kości haczykowatej. Po stronie przyśrodkowej, proksymalnie i grzbietowo w stosunku do wspomnianego zagłębienia, leży powierzchnia stawowa dla kości trójgraniastej. Jest jeszcze jedno zagłębienie związane tym razem z więzadłem główkowato-haczykowatym. Kość grochowata ma silnie wklęsłą powierzchnię boczną. Kość czworoboczna większa, cienka w kierunku dłoniowo-grzbietowym, nosi od strony dłoniowej niewielki guzek. Dalej leżą kości śródręcza o szerokich od strony dłoniowej głowach. Powierzchnie stawowe przemieszczone są konserwatywnie grzbietowo. Trzony ich są smukłe, nieznacznie zakrzywione (mniej, niż u współczesnych człekokształtnych-brachiatorów). Na ich stronie grzbietowej znajdują się zagłębienia, którymi zażyciowo przebiegały więzadła śródręczno-paliczkowe podoczne. Jeszcze dalej znajdują się paliczki o smukłych, nieznacznie zakrzywionych trzonach. W przypadku paliczków proksymalnych trzony prawie nie są zakrzywione. Na powierzchni dłoniowej umiejscawia się szeroki kil. Długość paliczków stanowi istotną wskazówkę w ustalaniu trybu życia zwierzęcia. Paliczki proksymalne naczelnych żyjących na ziemi i poruszających się na czworakach, jak pawian, mandryl czy patas, są najkrótsze, gdyż przekłada się na nie niższy moment zginający. Z kolei nadrzewne formy, jak gibon czy mangaba, mają długie paliczki, ułatwiające chwytanie się gałęzi drzew. U ekwatoriusa paliczki były dłuższe, niż u form naziemnych, podobne do spotykanych u naczelnych pędzących mieszany tryb życia, jak makak czy kotawiec sawannowy, krótsze zaś od szympansich czy gibonich. Długie palce utrudniałyby mu czworonożny chód na palcach. Raczej poruszałby się on na dłoniach.
Staw biodrowy ekwatoriusa podobny jest do homologicznego stawu u małp zwierzokształtnych. Anatomia mięśni wskazuje na poruszanie się po ziemi. Kość udową o względnie niedużej głowie cechował duży kąt między trzonem a szyją. Zwraca uwagę dobrze zbudowany, przywiedziony paluch.

## Rozmieszczenie geograficzne

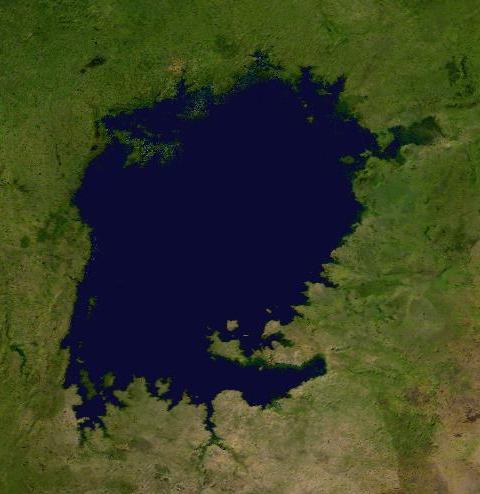
Tereny, na których w miocenie żył ekwatorius, dziś zajmuje Jezioro Wiktorii

Do ważniejszych z kilku stanowisk, gdzie znaleziono szczątki Equatorius, należą Maboko i Kipsaramon. Podobnie jak inne, znajdują się one w dzisiejszej Kenii. Dokładniej Maboko to jedna z wysp na Jeziorze Wiktorii. Znaleziono tam Mabokopithecus i Nyanzapithecus z rodziny Oreopithecidae, Victoriapithecus zaliczanego do koczkodanowców, prymitywną małpę wąskonosą Simiolus i galagowatego Komba. Jednak to na pobliskim Kipsaramon znaleziono najbardziej kompletny ze szkieletów tego rodzaju. W Kipsaramon, na zachód od jeziora Baringo, na północy wzgórz Tugen, znajduje się formacja Muruyur. Znaleziono tam pozostałości ryb, żółwi, prawdopodobnie pelomeduzowatych, a na pewno żółwiakowatych, krokodylowatych, trąbowców, w tym z deinoteriów prawdopodobnie Prodeinotherium hobleyi, z Amybeledontidae Protanancus macinnesi, z Choreolophoidontidae Choerolophodon kisumensis, nieprzystokopytnych w postaci niezidentyfikowanych bliżej nosorożcowatych, parzystokopytnych w postaci hipopotamowatego Kenyapotamus cf ternani, członka Sanitheriidae Diamantohyus africanus, świniowatego Nguruwe, żyrafowatego Palaeotragus primaevus, kanczylowatego Dorcatherium pigotti, gryzoni takich jak nieznane bliżej wiewiórkowate i postrzałkowate, jak też szczecińcowate, wiewiórolotkowatego Anomalurus parvus, Diamantomyidae Diamantomys luederitzi, Myophiomyidae Elmerimys woodi i niezidentyfikowany gatunek prawdopodobnie tego samego rodzaju, Cricetodontinidae Notocricetodon, mięczaków, jak ślimaki Pila ovata, Melanoides tuberculata, może też Bartoa nilotica i Pelycipoda Pleiodon, małżoraczków, roślin.
Maboko porastał niegdyś las poprzecinany terenami otwartymi. Na wyspie tej znaleziono również pozostałości koczkodanowca Victoriapithecus. Z Kipsaramon dzieli taksony prócz Equatorius africanus jeszcze Nyanzapithecus, Victoriapithecus macinnesi, Prodeinotherium cf. hobleyi, Protanancus macinnesi, Choerolophodon kisumuensis, prawdopodobnie Paradiceros i Kenyapotamus, Diamantohyus africanus i Dorcatherium.
Pozostałości zwierzęcia pochodzą sprzed 15 milionów lat, a więc ze środkowego miocenu. Znaleziska obejmują czaszkę, zęby, szkielet pozaczaszkowy. Do znalezisk należy pochodzący z Kipsaramon, z formacji Muruyur niekompletny szkielet. Holotypem ustalono niekompletną kość szczękową z zębami BMNH M 16649.

## Habitat i behawior

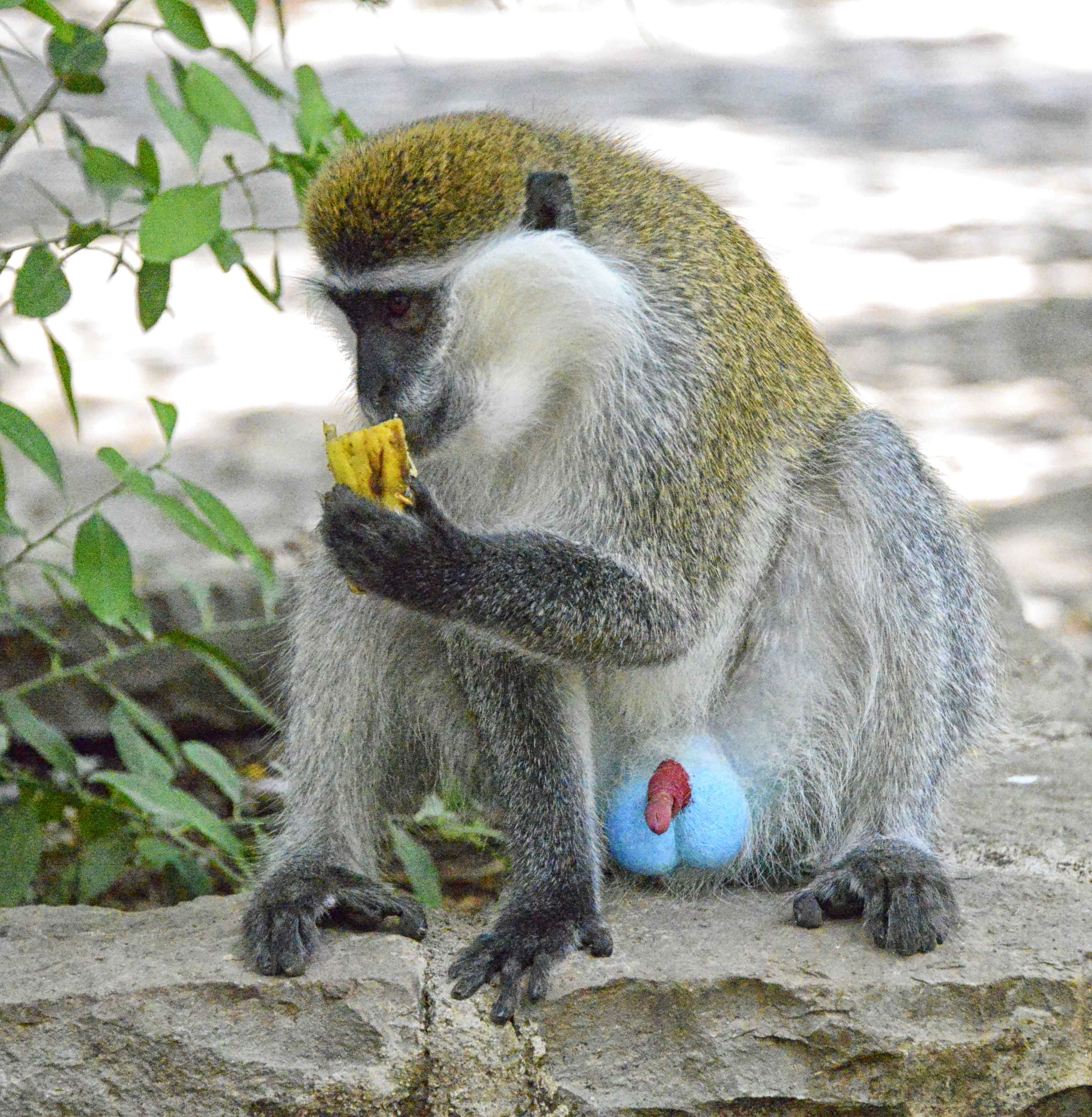
Trybem życia ekwatorius przypominać mógł dzisiejsze kotawce. Na zdjęciu kotawiec zielonosiwy

Ekwatorius zamieszkiwał siedlisko leśne poprzecinane terenami otwartymi. Dowody fotosyntezy C4 na tych obszarach znalazł zespół Kingstona metodami izotopowymi.
Postuluje się, że mógł spędzać na ziemi więcej czasu, niż inne, blisko spokrewnione z nim rodzaje. Większość mioceńskich człekokształtnych wiodła bowiem nadrzewne życie, poruszając się w koronach drzew na czterech łapach. Nie były zaś zdolne do typowych dla dzisiejszych wielkich małp brachiacji ani też chodu z podpieraniem się na knykciach. Żył tak prokonsul, nacholapitek, afropitek, nie odbiegając w tym względzie od swych oligoceńskich poprzedników w stylu egiptopiteka. Jednakże ekwatorius posiadał też przystosowania do czworonożnej lokomocji po ziemi. Być może chodził na knykciach, jak to czynią dzisiejsze wielkie małpy, aczkolwiek nie ma co do tego pewności i pogląd ten pozostaje przedmiotem debaty. Długie palce utrudniały mu czworonożny chód z uwagi na znaczny moment zginający. Zwierzę opierało się raczej na dłoniach, inaczej niż czynią to dzisiejsze duże małpy zwierzokształtne. Z drugiej strony ekwatorius świetnie wspinał się na drzewa. Jego dłonie przypominają spotykane u niektórych mandryli, co wskazuje na przystosowanie do wspinaczki, jednak nie do brachiacji. Wydaje się, że prowadził mieszany, częściowo naziemny tryb życia, jak współczesne kotawce czy niektóre makaki. Być może to wtedy pierwszy raz człekokształtne odstąpiły od nadrzewnego w stronę naziemnego trybu życia. Z kolei budowa paliczków ekwatoriusa wzmacnia hipotezę o brachiacyjnym przodku człowieka. Szympansy czy goryle chodzą po ziemi na knykciach, a ich paliczki są długie, dłuższe niż u ekwatoriusa, widać w ich zupełnie innej od obserwowanej u ekwatoriusa budowie przystosowanie do brachiacji. Zatem był do niej prawdopodobnie zdolny ich ostatni wspólny przodek. Widać stąd też, że zejście w linii człowieka z drzew na ziemię nie było jedynym w trakcie ewolucji człekokształtnych.